# Kapsnårskvätta
Kapsnårskvätta (Dessonornis caffer) är en fågel i familjen flugsnappare inom ordningen tättingar.

## Utseende och läte
Kapsnårskvättan är en vackert tecknad fågel med kort vitt ögonbrynsstreck och rostfärgat bröst. Till skillnad från andra snårskvättor har den grå buk. De orangefärgade yttre stjärtpennorna syns tydligt i flykten. Sången är en trastlik serie med frågande gladlynta toner.

## Utbredning och systematik
Kapsnårskvätta delas in i sex underarter med följande utbredning:
- iolaema – sydligaste Sydsudan, östra Demokratiska republiken Kongo, Uganda och Kenya söderut till Malawi och norra Moçambique
- kivuensis – östra Kongo-Kinshasa (Kivu-höglandet) och sydvästra Uganda
- namaquensis – sydvästra Namibia samt nordcentrala och centrala Sydafrika
- caffra – sydvästra till östra Sydafrika, Swaziland och Zimbabwe

### Familjetillhörighet
Liksom alla snårskvättor men även fåglar som rödhake, näktergalar, stenskvättor, rödstjärtar och buskskvättor behandlades blåskuldrad snårskvätta tidigare som en trast (Turdidae), men genetiska studier visar att den tillhör familjen flugsnappare (Muscicapidae).

### Släktestillhörighet
Kapsnårskvätta placerades tidigare i släktet Cossypha, men urskiljs till ett eget släkte tillsammans med vitstrupig snårskvätta, albertinesnårskvätta och sotsnårskvätta efter genetiska studier.

## Levnadssätt
Kapsnårskvättan hittas i en rad olika miljöer, som fynbos, buskmarker, hed, trädgårdar och skogsbryn. Den trivs i öppnare miljöer än andra snårskvättor. Utanför Sydafrika ses den enbart i bergstrakter.

## Status
Arten har ett stort utbredningsområde och beståndet anses stabilt. Internationella naturvårdsunionen IUCN listar den därför som livskraftig (LC).

## Bilder

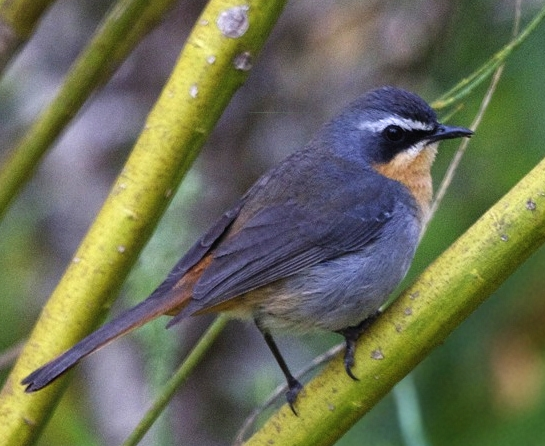
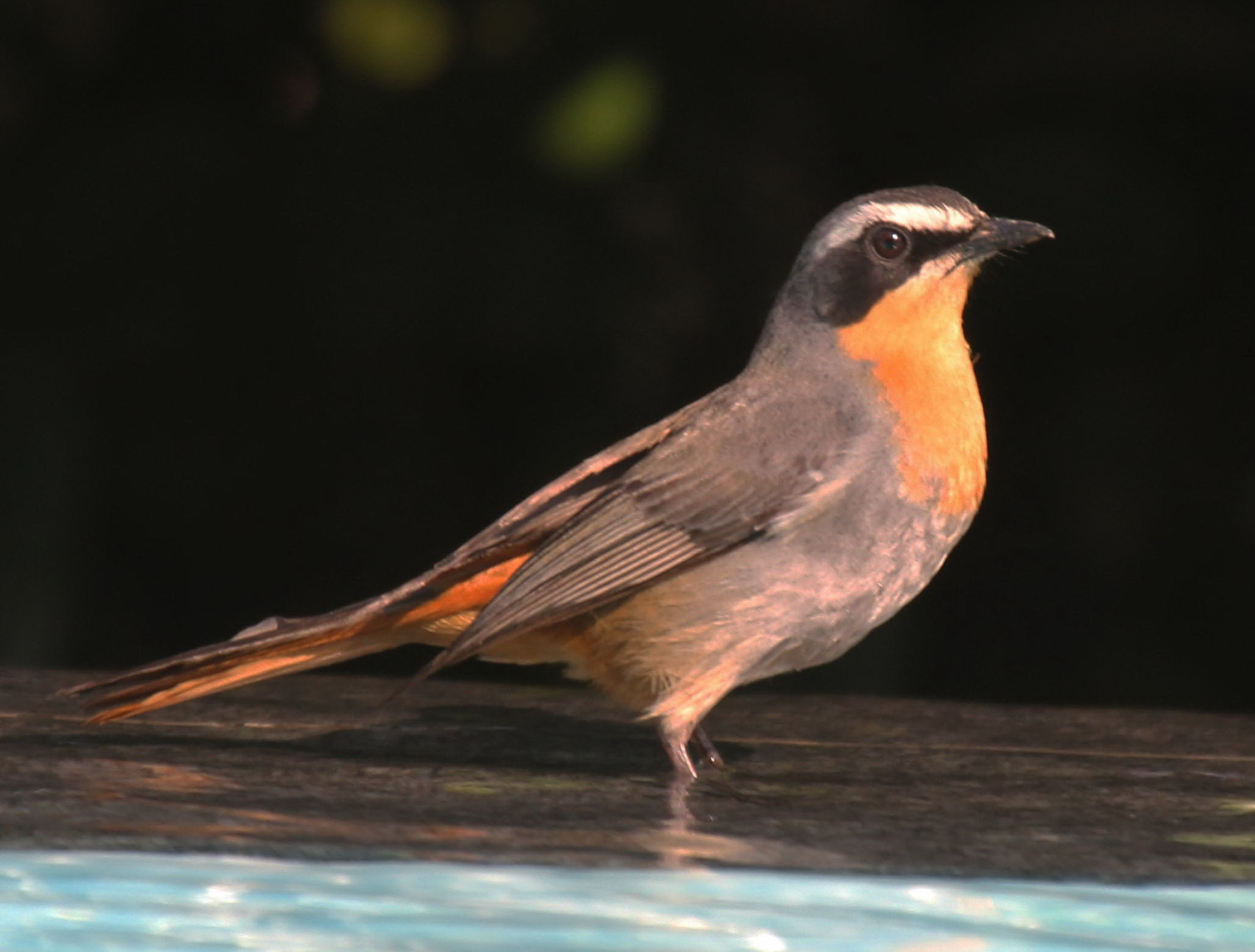
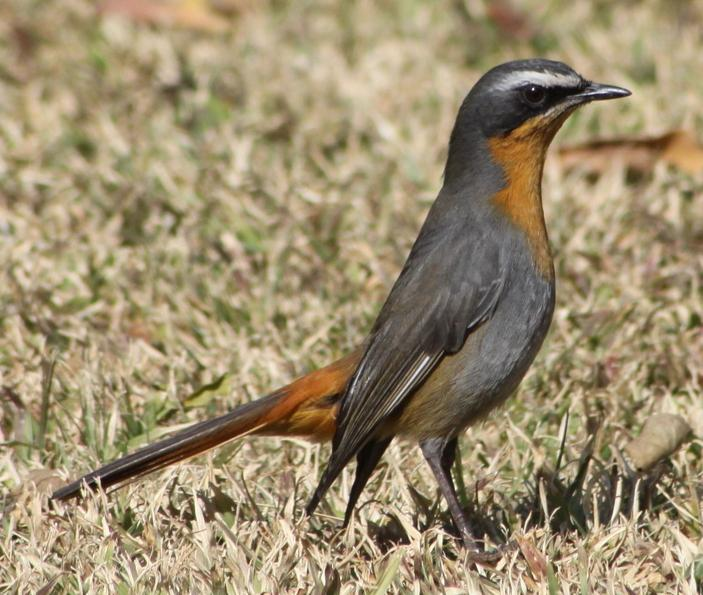